# Ысыах
Ысыа́х (якут. Ыһыах, по-русски читается как Ысэх) — якутский традиционный праздник лета. Представляет собой весенне-летний праздник в честь богов Айыы, возрождения природы и начала нового жизненного цикла, сопровождаемый обрядом молений, обильным угощением и кумысопитием, танцами, народными играми, конными скачками, соревнованиями мужчин в мас-рестлинге, армрестлинге, хапсагае, вольной борьбе, стрельбе из лука и перетаскиванию валунов.
Ысыах — самый главный праздник якутов, в последние годы собирающий сотни тысяч людей. В 2024 году «Ысыах Туймаады» посетили более 230 тысяч человек, в Москве Ысыах посетили более 26 тысяч человек.

## История
По легендам, первый Ысыах был проведён одним из родоначальников якутов Эллэем Боотуром на горе Чочур-Муран.
Первые письменные свидетельства западных исследователей можно встретить в дневниковых записях голландского путешественника И. Идеса, проезжавшего через Сибирь в Китай в конце XVII века. Он отмечал, что этот праздник справляется с большой торжественностью: якуты разводят костры и поддерживают их на протяжении всего праздника.
Во время торжеств, олицетворяющих начало лета и пробуждение природы, здесь принято вспоминать предков и их обычаи. Этнограф Екатерина Романова считает, что для якутов подобный праздник не просто повод повеселиться. «В Якутии очень длинная зима, — говорит она. — И единственная возможность встретиться всем родом — это здесь»

## Празднование
Аналогичные праздники лета, олицетворяющие возрождение природы, присутствуют у тюркских народов: башкир, татар (Сабантуй) и чувашей (Акатуй), тувинцев (Шагаа) и народов Арктики: у долган (Хэйро), чукчей (Кильвэй), эвенков (Бакалдын), эвенов (Эвинек). В 2022 году Сабантуй был проведён в рамках «Ысыаха Туймаады» вместе с прибывшей татарской делегацией.
Слово ыһыах дословно можно перевести как «изобилие». Праздник связан с культом солнечных божеств, с религиозным культом плодородия. Традиционно Ысыах празднуется в специально отведённых местностях возле населённых пунктов. Определённой даты проведения праздника нет, обычно Ысыах празднуется в день летнего солнцестояния — 21 июня. Также, в последнее время ысыах стал проводиться в период между 10 июня и 25 июня, в зависимости от улуса, графика выходных дней, местных предпочтений и т. д..
Наиболее посещаемым и узнаваемым Ысыахом является «Ысыах Туймаады», проводящийся в местности Ус Хатын возле Якутска. «Ысыах Туймаады» проводится обычно в первые выходные дни третьей декады июня.

### «Ысыах Олонхо»
Ысыахом отмечаемым на республиканском уровне является «Ысыах Олонхо». Регламент его проведения, а также элементы декора, имеющие сакральное значение, постановляются правительством Республики Саха. Проводится в разных улусах Якутии с 2006 года.
- 2006 — с. Сунтар (Сунтарский улус).
- 2007 — перенесён на следующий год из-за наводнения.
- 2008 — с. Ытык-Кюёль (местность «Хадаайы», Таттинский улус).
- 2009 — с. Борогонцы (Усть-Алданский улус).
- 2010 — c. Бердигестях (Горный улус).
- 2011 — г. Мирный (у озера Чуоналыр, Мирнинский район).
- 2012 — г. Нюрба (местность «Кыталыктаах», Нюрбинский улус).
- 2013 — с. Майя (местность «Урасалаах», Мегино-Кангаласский улус).
- 2014 — г. Покровск (местность «Орто-Дойду», Хангаласский улус).
- 2015 — с. Чурапча (местность «Маҕаайы», Чурапчинский улус).
- 2016 — г. Верхоянск (местность «Хоптолоох», Верхоянский улус).
- 2017 — г. Вилюйск (местность «Хомустах», Вилюйский улус)
- 2018 — г. Алдан (культурно-этнографический комплекс «Сэвэки», Алданский район)
- 2019 — с. Намцы (Намский улус).
- 2020 — отменён из-за пандемии коронавируса[7].
- 2021 — г. Олёкминск (местность «Аанньаах Хочото», Олёкминский район).
- 2022 — с. Верхневилюйск (местность «Түгэхтэй», Верхневилюйский улус).
- 2023 — с. Томтор (местность «Көмүс күрүө», Оймяконский улус).
- 2024 — с. Амга (местность «Муона чараҥа», Амгинский улус).
- 2025 — г. Нерюнгри (парк «Амикан», Нерюнгринский район).

### Прочие места и центры проведения
Проводится во всех населённых пунктах Республики Саха (Якутия), в специально отведённых местах, а также за пределами Якутии, где существует якутская диаспора. В 2007 года Ысыах в Москве проводится на территории музея-заповедника «Коломенское», в Санкт-Петербурге в районе Ольгино.

## Осуохай
Всеобщее единение людей символизирует сакральный танец осуохай, означающий жизненный круг. Во время него танцующие, двигаясь в неторопливом темпе по направлению движения солнца, как бы совершают круговорот во времени и пространстве и отдают дань благодарности светилу за свет и тепло, подаренные людям. В хороводе присутствует ведущий (осуохайдьыт), в чьи обязанности входит исполнение песен, посвящённых окружающей реальности и возводящих хвалы происходящему вокруг. Этот танец непрерывно продолжался до утра, иногда большие роды устраивали осуохай в течение трёх дней и ночей. Конечно, участники меняются, считается, что каждый, кто входит в круг, заряжается энергией на целый год. Кульминация праздника — обряд окропления огня, травы и деревьев традиционным напитком, приготовленным из кобыльего молока — кумысом. Ритуал символизирует рождение Вселенной и человека.
В 2012 году на «Ысыах Туймаады», был установлен рекорд Гинесса по количеству людей, одновременно исполняющих танец.

## Использованная литература
- Людям о людях. Лица Якутии. Республиканская газета, № 1, 23 июня 2007 г.